# ジョアオ・ロハス
ジョアオ・ロビン・ロハス・メンドーサ（Joao Robin Rojas Mendoza 、1989年6月14日 - ）は、エクアドル・ラ・トロンカル出身のプロサッカー選手。サッカーエクアドル代表。サンパウロFC所属。ポジションはFW。

## 経歴

### クラブ
CDテクニコ・ウニベルシタリオでプロデビュー。以来、中南米のクラブを渡り歩いている。クルス・アスル在籍中の2014年にはCONCACAFチャンピオンズリーグを制覇し、同年のFIFAクラブワールドカップに出場した。

### 代表
2008年11月のメキシコ代表戦で、試合終了間際から途中出場しエクアドル代表デビュー。2009年3月、エルサルバドル代表との親善試合で初スタメン。同年、ベネズエラで開催された2009 南米ユース選手権に参加した。
2011年11月、2014 FIFAワールドカップ・南米予選のパラグアイ代表戦で初ゴール。
2014年にはFIFAワールドカップのメンバーに選ばれ、グループステージのスイス代表戦に途中出場した。

## 所属クラブ
ユース
- CDムニシパル・カニャール 2006
- CDリーベル・プレート・エクアドル 2008

プロ
- CDテクニコ・ウニベルシタリオ 2007-2008
- CSDインデペンディエンテJT 2009-2011

→ CSエメレク 2009-2010 (loan)
→ モナルカス・モレリア 2011 (loan)
- モナルカス・モレリア 2012-2013
- クルス・アスル 2013-2018

→ CAタジェレス 2017-2018 (loan)
- サンパウロFC 2018-

## 代表歴

### 出場大会
- エクアドル代表
  - 2014 FIFAワールドカップ

### 試合数
- 国際Aマッチ 34試合 2得点（2008年-2015年）[2]

| エクアドル代表 | 国際Aマッチ | 国際Aマッチ |
| 年             | 出場        | 得点        |
| -------------- | ----------- | ----------- |
| 2008           | 1           | 0           |
| 2009           | 3           | 0           |
| 2010           | 6           | 0           |
| 2011           | 3           | 1           |
| 2012           | 4           | 0           |
| 2013           | 10          | 1           |
| 2014           | 6           | 0           |
| 2015           | 1           | 0           |
| 通算           | 34          | 2           |